# Muang Nonghèt
Muang Nonghèt är ett distrikt i Laos.   Det ligger i provinsen Xieng Khouang, i den nordvästra delen av landet, 220 km nordost om huvudstaden Vientiane.